# Поульсен, Кристиан (велогонщик)
Кристиан Поульсен (дат. Christian Poulsen, род. 1979, Коллинг, Вайле) — датский профессиональный велогонщик, чемпион Дании по велокроссу (2008).

## Карьера
В 1995 году Кристиан Поульсен поступил в среднюю школу округа Мункенсдам на математический факультет, и окончил её в 1998 году.
С 2001 по 2002 годы Поульсен учился в коммерческой средней школе IBC в Коллинге.
С января 2004 по май 2005 года Кристиан Поульсен профессионально занимался маунтинбайком, выступая в составе команды Heijdens — Ten Tusscher, получившей в январе 2005 года профессиональную лицензию UCI. С этой командой он квалифицировался и участвовал в чемпионатах Европы и мира 1999—2004 годов.
В составе сборной Дании Поульсен выступал в кросс-кантри на летних Олимпийских играх 2004 года, где занял 39-е место.
После завершения активной спортивной карьеры Поульсен с августа 2005 по январь 2008 года работал агентом по перевозке грузов в компании Prime Cargo A/S.
С 2005 по 2007 годы обучался специальности экспедитора в бизнес-колледже Орхуса. В январе 2005 года стал членом правления велоклуба Коллинга, пробыв в этой должности до февраля 2008 года.
С января 2008 по декабрь 2010 года Поульсен служил менеджером по продукту в компании Bjarne Egedesø A/S, одном из поставщиков различных брендов для розничных продавцов велосипедов по всей Скандинавии и Балтии.
С января 2009 по декабрь 2011 года — тренер национальной сборной по маунтинбайку. Организовывал тренировочные лагеря и участвовал в качестве руководителя на Кубках мира, чемпионатах Европы и чемпионатах мира для гонщиков U19, U23 и элиты.
В 2010 году закончил международную академию бизнеса (IBA) в Коллинге по специальности экономиста по закупкам.
С января 2011 по октябрь 2016 — председатель правления Cykling Trekanten Elite. С января 2011 по январь 2012 — руководитель отдела по работе с клиентами, региональный менеджер по продажам в компании UPS Supply Chain Solutions.
С января 2012 по апрель 2013 — спонсор и координатор мероприятий сети коммунальных компаний TREFOR.
С апреля 2013 по март 2014 — менеджер по работе с ключевыми клиентами, региональный менеджер по продажам в AGU B.V., магазине велосипедных деталей и аксессуаров.
С января 2014 по февраль 2016 — член правления команды TREFOR.
С апреля 2014 года по октябрь 2016 — менеджер по продажам в сфере логистики в компании 3p logistics (хранение и складирование).
С октября 2016 по апрель 2017 — менеджер по работе с корпоративными клиентами в Riis Seier Denmark.
С апреля 2017 по октябрь 2018 — менеджер по развитию бизнеса, Virtu Cycling Group. С октября 2018 по декабрь 2019 Поульсен работал менеджером команды Virtu Professional Cycling ApS. Руководитель отдела корпоративных продаж Virtu Cycling Group с декабря 2019 по сентябрь 2020 года.
С октября 2020 по ноябрь 2021 года — операционный директор в компании Bjarne Egedesø A/S, поставщике датского велосипедного бизнеса, генеральном импортёре Shimano, а также наиболее значимых агентств под концепцией «The Bikers Best».
С января 2022 года — главный операционный директор и партнёр компании Konggaard ApS, занимающейся производством и распространением спортивных товаров для велосипедистов.

### Достижения

#### Велокросс
2005
2-й в Фредерисии
3-й в Вайене
4-й на Чемпионате Дании
2006
3-й на Чемпионате Дании
Силькеборг
Миддельфарт
Орхус
12-й в Херфорде
2007
3-й на Чемпионате Дании
3-й в Копенгагене
17-й во Франкфурте
13-й в Лёделанже
2008
 Чемпионат Дании
Миддельфарт
Орхус
3-й в Греве
Копенгаген
Варде
2-й в Коллинге
Хадерслев
Хойслев
37-й в Ланхауте
2009
2-й на Чемпионате Дании
3-й в Фредерисии

#### Маунтинбайк
2002
2-й на Чемпионате Дании
2008
2-й на Чемпионате Дании
2009
45-й на MTBliga.dk — Copenhagen
2010
4-й на Shimanoliga.Dk

#### Шоссе
2010
5-й в Сённерборге